# Totsky (huyện)
Huyện Totsky (tiếng Nga: ? райо́н) là một huyện hành chính tự quản (raion), của Tỉnh Orenburg, Nga. Huyện có diện tích 3115 kilômét vuông, dân số thời điểm ngày 1 tháng 1 năm 2000 là 37400 người. Trung tâm của huyện đóng ở Totskoye.